# 郵船トラベル
郵船トラベル株式会社（ゆうせんトラベル）は、日本の旅行会社。本社は東京都千代田区にある。
- 1994年（平成6年）4月日本郵船の子会社である郵船航空サービス株式会社（現・郵船ロジスティクス株式会社）の旅行部門を分社独立させて、郵船トラベル株式会社を設立する。観光庁長官登録旅行業第1267号。

## 営業種目
- 旅行業
- 各国航空船舶会社の代理店業務
- 損害保険代理店業
- 両替業

## 沿革
- 1955年（昭和30年）2月 - 前身である国際旅行公社を設立 。IATA（国際航空運送協会）公認代理店として、旅客、貨物の業務を開始。
- 1958年（昭和33年）1月 - 「旅行斡旋業務法」に基づき、一般旅行斡旋業第27号登録。
- 1959年（昭和34年）9月 - 日本郵船株式会社の支援を得て社名を「郵船航空サービス株式会社」に変更。
- 1988年（昭和63年）10月 - 客船室を設置し、クルーズ事業を開始。
- 1994年（平成6年）4月 - 郵船航空サービス株式会社の旅行部門を分社独立し、郵船トラベル株式会社 （旅行業第1267号）を設立。
- 1995年（平成7年）8月 - YUSEN TRAVEL (SIN) PTE.LTD. 及び YUSEN TRAVEL (H.K.) LTD.を設立。
- 1998年（平成10年）5月 - YUSEN TRAVEL (U.S.A.), INC.を設立。
- 2001年（平成13年）5月 - YUSEN TRAVEL (U.S.A.), INC. NEW JERSEY SALES OFFICE を開設。
- 2016年（平成28年）12月 - （財）日本情報処理開発協会（JIPDEC）より「プライバシーマーク使用許諾事業者」（第10450095(06)号）に更新認定

## 関連会社
- 菱和ダイヤモンド航空サービス株式会社
- 株式会社デンソー郵船トラベル
- YUSEN TRAVEL （U.S.A.）,INC.
- YUSEN TRAVEL （HONG KONG） LITD. 郵船旅行社（香港）有限公司
- YUSEN TRAVEL （SINGAPORE）PTE. LTD.